# Christian Sørensen

Christian Sørensen (født 6. august 1992 i Danmark) er en dansk fodboldspiller, der spiller for Vejle Boldklub som venstre back.

## Karriere
Han startede sin karriere i Verninge, men har også spillet for Sanderum og Næsby BK, før han skiftede til Odense Boldklub.

### Odense Boldklub
Christian Sørensen skiftede til Odense Boldklub den 1. juni 2011. Han fik sin officielle debut for OB i Superligaen den 16. juli, da han blev skiftet ind i det 87. minut i en 2-0-sejr over FC Nordsjælland. Han scorede sit første mål i Superligaen den 20. august 2011 i en kamp imod Lyngby BK. I Christian Sørensens debutsæson spillede han 11 kampe med et mål til følge.

### Silkeborg IF
Den 24. maj 2013 skrev Christian Sørensen under på treårig aftale med Silkeborg IF, således parterne har papir på hinanden frem til den 30. juni 2016. Han pådrog sig i januar 2016 et træthedsbrud i foden og var ude det meste af foråret. Han udtalte i forbindelse med, at han var vendt tilbage på træningsbanen, at "Jeg kunne godt tænke mig at prøve at komme af sted til udlandet og udvikle mig som både fodboldspiller og menneske, men nu må vi se, hvad der sker."

### Knattspyrnufélagið Þróttur
Han skiftede i sommeren 2016 til islandske Knattspyrnufélagið Þróttur.

### FC Fredericia
Den 13. februar 2017 skrev han under på en kontrakt med FC Fredericia. Kontrakten havde i første omgang varighed frem til sommeren 2017.
I løbet af to og en halv sæson i klubben spillede han 75 kampe og scorede 16 mål for FC Fredericia i ligaen.

### Viborg FF
Den 9. juli 2019 fik Viborg en kontrakt med Christian Sørensen på en fri transfer. Kontrakten havde en varighed af tre år, således parterne havde papir på hinanden frem til sommeren 2022.

### F.C. København
Den 31. august 2022 skiftede Sørensen til F.C. København med øjeblikkelig virkning på en kontrakt, der løber til udgangen af 2025.
Den 8. august 2024 blev det offentliggjort, at Christian Sørensen skiftede til FC Midtjylland. Christian Sørensen opnåede i alt 61 kampe for F.C. København, herunder 37 ligakampe (2 mål), 10 pokalkampe (1 mål) og 14 internationale kampe. 

### FC Midtjylland
Sørensen har en tre-årig kontrakt med FC Midtjylland. 

### Vejle Boldklub
Den 22. juni 2025 skiftede Sørensen til Vejle Boldklub på en 3-årig aftale